# وتهیور
وتهیور (به انگلیسی: Vathiyur) یک روستا در هند است که در Ariyalur district واقع شده‌است.

## خصوصیات
وتهیور ۴٬۸۹۴ نفر جمعیت دارد.